# Ensenyament universitari a Espanya
L'ensenyament universitari a Espanya està regulat actualment per la Llei Orgànica 2/2023, de 22 de març, del sistema universitari (LOSU). La llei deroga les antigues lleis:
- La Llei Orgànica 6/2001, de 21 de desembre, d'Universitats[1]
- La Llei Orgànica 4/2007 de 12 d'abril, per la qual es modifica la Llei Orgànica 6/2001[2]

D'altra banda, el Reial decret 1393/2007, de 29 d'octubre, estableix l'ordenació dels ensenyaments universitaris oficials concretant l'estructura d'acord amb les línies generals emanades de l'Espai Europeu d'Educació Superior (EEES). Segons aquesta estructura es divideix l'ensenyament universitari a graus i programes de postgrau (que, al seu torn, consten de màster i de doctorat).
Els graus i els màsters prenen com a mesura de la càrrega lectiva el crèdit.

## Estructura

### Estructura actual
Segons el que s'estableix en la Llei orgànica 2/2023, de 22 de març, del Sistema Universitari, l'estructura dels ensenyaments oficials del sistema Universitari Espanyol és la següent:
- Els ensenyaments universitaris oficials s'estructuren en tres cicles: Grau, Màster Universitari i Doctorat. La superació de tals ensenyaments dona dret a l'obtenció dels títols oficials corresponents.
- Els estudis de Grau tenen com a finalitat l'obtenció per part dels alumnes d'una formació bàsica i generalista en una disciplina determinada.
- Els estudis de Màster Universitari tenen com a objectiu la formació avançada, de caràcter especialitzat temàticament, o de caràcter multidisciplinari o interdisciplinari, dirigida a l'especialització acadèmica o professional, o ben encaminada a la iniciació en tasques de recerca.
- Els estudis de Doctorat tenen com a finalitat l'adquisició de les competències i les habilitats concernents a la recerca dins d'un àmbit del coneixement científic, tècnic, humanístic, artístic o cultural.
- Les pràctiques acadèmiques externes en els estudis de Grau i Màster Universitari constitueixen una activitat de naturalesa plenament formativa la finalitat de la qual és la de complementar la formació acadèmica.

### Estructura anterior
Abans del Reial decret de 2007, l'ensenyament universitari s'organitzava de la següent manera:
- Estudis de primer cicle: Accés amb la preinscripció. Estudis terminals a la finalització s'obtenen els títols de Diplomat, Mestre, Arquitecte tècnic o Enginyer Tècnic. Permetien l'accés a estudis de segon cicle.
- Estudis de primer i segon cicle: Accés amb la preinscripció universitària. La seva superació dona dret a l'obtenció dels títols de Llicenciat, arquitecte o Enginyer. La superació del primer cicle de qualsevol d'aquests estudis no comporta l'obtenció de cap titulació oficial, però pot ser vàlida per a la incorporació a altres estudis de segon cicle.
- Estudis de segon cicle: Accés per la via d'un primer cicle universitari, o bé estant en possessió del títol de diplomat, arquitecte tècnic, enginyer tècnic o mestre, sempre que aquests estudis s'ajustin a la normativa d'accés per a cadascun dels segons cicles. La seva superació dona dret a l'obtenció dels títols de llicenciat, arquitecte o enginyer.
- Estudis de 3r cicle: Són els anomenats programes de doctorat. L'accés ve regulat per la mateixa universitat, per la via de la Comissió de Doctorat. Cal estar en possessió del títol de llicenciat, arquitecte o enginyer.
- Títols propis: Són estudis no reglats conduents a una titulació no oficial, reconeguda només per la universitat que els imparteix. Aquests estudis tenen la mateixa estructura que els estudis reglats: per tant, hi ha títols propis de primer cicle, de primer i segon cicle i de segon cicle. Les universitats regulen l'accés als títols propis i en fixen els preus acadèmics. També poden oferir títols de postgrau no oficials.